# Rudolf Sieckenius

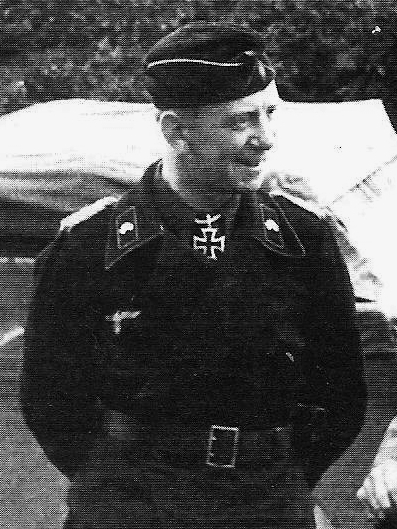
Rudolf Sieckenius (1941)

Rudolf Sieckenius (* 18. August 1896 in Ludwigsthal; † 29. April 1945 bei Teupitz) war ein deutscher Generalmajor im Zweiten Weltkrieg.

## Leben
Sieckenius diente im Ersten Weltkrieg als Leutnant der Reserve in der Feldartillerie Regiment Nr. 5 und Infanterie-Regiment Nr. 154. Nach Ende des Krieges trat er in den Polizeidienst ein. Er war während des Zweiten Weltkriegs als Oberstleutnant Kommandeur des Panzerregiments 2 der 16. Panzer-Division und wurde am 17. September 1941 mit dem Ritterkreuz des Eisernen Kreuzes ausgezeichnet. 1943 befehligte er die wiederaufgestellte 16. Panzer-Division in Frankreich und Italien sowie Mitte 1944 die 263. Infanterie-Division.
Nach einer Auseinandersetzung mit Generalfeldmarschall Ferdinand Schörner zum Schutz seiner Truppen wurde er zur 391. Sicherungs-Division degradiert. Diese Division geriet 1945 im Kessel von Halbe in sowjetische Kriegsgefangenschaft. Am 27. April wurden kaum noch kampffähige Reste deutscher Truppen und nach Westen flüchtende Zivilisten in einem kleinen Waldgebiet zwischen Märkisch Buchholz und Halbe von sowjetischen Truppen eingeschlossen.
Bei dem Ausbruchsversuch in der Nähe von Teupitz am 29. April 1945 wurde Sieckenius schwer am Bauch verwundet und erschoss sich anschließend. Er fand seine letzte Ruhe in einem Massengrab auf der Kriegsgräberstätte Teupitz.
Sieckenius war nie verheiratet und hinterließ zwei Brüder und vier Schwestern. Die Informatikerin Clarisse Sieckenius de Souza ist seine Großnichte.